# گوره (خواجه‌لار)
گوره (به ترکی استانبولی: Güre) یک منطقهٔ مسکونی در ترکیه است که در هوجالار واقع شده‌است.